# Mistrzostwa Świata w Judo 1980
11. Mistrzostwa Świata w Judo odbyły się w dniach 29–30 listopada 1980 r. w Nowym Jorku. Rywalizowały w nich tylko kobiety w siedmiu kategoriach wagowych i jednej otwartej.

## Klasyfikacja medalowa
| Miejsce | Państwo           |   |   |    | Razem |
| ------- | ----------------- | - | - | -- | ----- |
| 1       | Austria           | 3 | 0 | 0  | 3     |
| 2       | Francja           | 1 | 3 | 4  | 8     |
| .       | Włochy            | 1 | 2 | 0  | 3     |
| 4       | Wielka Brytania   | 1 | 1 | 3  | 5     |
| 5       | Belgia            | 1 | 0 | 2  | 3     |
| 6       | Holandia          | 1 | 0 | 1  | 2     |
| 7       | RFN               | 0 | 1 | 3  | 4     |
| 8       | Japonia           | 0 | 1 | 0  | 1     |
| 9       | Stany Zjednoczone | 0 | 0 | 3  | 3     |
| Razem   | Razem             | 8 | 8 | 16 | 32    |

## Medaliści

### Kobiety
| Konkurencja: | Złoto:            | Srebro:           | Brąz:                               |
| −48kg        | Jane Bridge       | Anna De Novellis  | Marie-France Colignon Mary Lewis    |
| −52kg        | Edith Hrovat      | Kaori Yamaguchi   | Pascale Doger Bridgette McCarthy    |
| −56kg        | Gerda Winklbauer  | Marie-Paule Panza | Loretta Doyle Jeanine Meulemans     |
| −61kg        | Anita Staps       | Laura Di Toma     | Ingrid Berg Martine Rottier         |
| −66kg        | Edith Simon       | Dawn Netherwood   | Cathérine Pierre Christine Penick   |
| −72kg        | Jocelyne Triadou  | Barbara Claßen    | Avril Bray Jolanda van Meggelen     |
| +72 kg       | Margherita De Cal | Paulette Fouillet | Ingrid Berghmans Christiane Kieburg |
| Open         | Ingrid Berghmans  | Paulette Fouillet | Barbara Claßen Barbara Fest         |